# Burgundische Sprache
Die burgundische Sprache ist eine Trümmersprache, die teilweise ostgermanische Merkmale aufweist, sich jedoch auch von den ostgermanischen Sprachen unterscheidet.

## Geschichte
Die Gens der Burgunden wurde erstmals als burgundiones bei Plinius dem Älteren erwähnt. Diese Bezeichnung wurde von Ptolemaios übernommen und seit dem 4. Jahrhundert wurde die Bezeichnung Burgundii in zahlreichen Varianten mit lautlichen Veränderungen verwendet.
Die Bedeutung des Volksnamens ist nicht vollständig geklärt, könnte sich jedoch vom germanischen *burgund- ableiten, was „hoch gelegen“ bedeutet.
Etwa im 1. Jahrhundert n. Chr. sind Siedlungen am Unterlauf der Oder und Weichsel nachweisbar, wo die Burgundii in Nachbarschaft mit den Goten und Wandalen lebten. Die Sprachen dieser beiden Gentes werden als ostgermanisch klassifiziert. Für das 2. und 3. Jahrhundert wird eine Wanderung nach Südwesten angenommen, wo die Burgunden vom römischen Kaiser Probus 278 n. Chr. aus der Provinz Raetien vertrieben wurden. Im 4. Jahrhundert siedelten sie zunächst am oberen Main in Nachbarschaft zu den Alamannen, einem anderen germanischen Volksstamm. 411–413 unterstützten sie Kaiser Jovinus, der ihnen zum Dank die Provinz Germania prima überließ. In der ersten Hälfte des 5. Jahrhunderts wird die Gründung des Burgunderreiches am Mittelrhein angesetzt. Nach diversen Raubzügen der Burgunden unter der Führung ihres Königs Gundahar (vgl. Nibelungenlied) schloss der römische Heermeister Flavius einen Pakt mit den Hunnen (um 435/36), löschte das gesamte burgundische Herrschergeschlecht aus (erneut vgl. Nibelungenlied) und tötete mehr als 20.000 weitere Burgunden. Die übrigen Burgunden wurden 443 nach Sapaudia (Savoyen) umgesiedelt.
Die Könige Gundowech und Gundobad regierten das Burgunderreich weiter bis zu seiner Eroberung durch die Franken 534.

## Überlieferung
Die Überlieferung des Burgundischen stützt sich hauptsächlich auf Inschriften. So sind einige Namen aus Gräbern der Zeit von 443 bis 700 belegt. Ein runisches Zeugnis auf einer Bügelfibel überliefert das Wort uþfnþai (3. Person Sg. Optativ Präsens). Auch auf Gürtelschnallen und Danielschnallen wurden Inschriften überliefert. In der Lex Burgundia sind Rechtswörter wie wittimon „Hochzeit“ festgehalten. Auf Münzen erscheinen in Monogrammen und Abkürzungen die Namen der burgundischen Könige.
Eine Analyse des geringen überlieferten burgundischen Sprachmaterials auf dem aktuellen Stand der Linguistik wurde im Jahr 2021 von Frederik Hartmann und Chiara Riegger vorgelegt. Sie kommen zu dem Ergebnis, dass die burgundische Sprache zwar offenbar nicht westgermanisch war, dass von den Gemeinsamkeiten mit dem Gotischen und Vandalischen aber nur sehr wenige plausibel auf eine gemeinsame Herkunft dieser Idiome zurückgeführt werden können. Die Annahme einer ostgermanischen Sprachstufe im Sinne der Kladistik bzw. des Stammbaummodells sei deswegen insgesamt fragwürdig. Wahrscheinlicher sei die parallele Entwicklung dieser Sprachen in einem (ostgermanischen) Dialektkontinuum.